# Ogea (Fidschi)
Ogea [oˈŋea], auch Ongea bezeichnet, ist ein Atoll im Südosten des Lau-Archipels im Pazifischen Ozean. Politisch gehört es zur Eastern Division des Inselstaates Fidschi. 

## Geographie
Ogea liegt rund 10 km östlich von Fulaga, 50 km südöstlich von Namuka-i-Lau sowie gut 100 km nordnordwestlich der isoliert gelegenen Insel Vatoa. Ogea besteht aus zahlreichen kleinsten Inselchen sowie zwei großen Inseln: Dem größeren Ogea Levu (auch Ongea Levu, dt. „Groß Ogea“) im Zentrum des Atolls mit einer Höhe von 83 m und dem unbewohnten Ogea Driki (auch Ongea Ndriki, dt. „Klein Ogea“) im Süden mit einer Höhe von 93 m über dem Meer. Die gesamte Landfläche beträgt 13,3 km². Die Inseln sind nahezu vollständig von einem Saumriff umgeben, lediglich im Südwesten lässt die 228 m breite und 24 m tiefe Barracouta Passage eine Einfahrt in die Lagune zu. Ogea ist bewohnt; die größte, gleichnamige Siedlung liegt an einer Bucht im Süden von Ogea Levu. Nur etwa einen Kilometer nordöstlich von Ogea befindet sich das für die Schifffahrt gefährliche, nahezu runde Riff Thakau Tetika.

## Verwaltung
Ogea gehört zur Provinz der Lau-Inseln in der Eastern Division und bildet ein Dorf (koro) im historischen Distrikt (tikina) Vulaga, dessen Hauptteil das sieben Kilometer weiter westlich gelegene Atoll Fulaga mit den übrigen Dörfern Muanaira, Muanaicake und Naividamu bildet.

## Fauna
Ogea ist die Heimat des endemischen und mit nur etwa 2000 Individuen in seinem Bestand gefährdeten Rostbrust-Monarchs (Mayrornis versicolor). Weitere vorkommende Landvogelarten sind unter anderen die Sumpfweihe (Circus approximans) und die Schleiereule (Tyto alba). 